# Александренков, Эдуард Григорьевич
Эдуард Григорьевич Александренков (род. 4 июля 1937 года, Смоленск) — советский российский историк-американист и этнограф, специалист по этнической истории доколумбовой Америки. Доктор исторических наук (1998), профессор, ведущий научный сотрудник Института этнологии и антропологии РАН.

## Биография
Родился в 1937 году в семье служащих. 
В 1955—1956 годы учился в ТУ № 1 г. Сафоново Смоленской области, получив специальность «Сменный мастер колонкового бурения». Затем в 1956—1957 годы учился в ШМАС в г. Перяславль-Залесский, став механиком-электриком ИЛ-28. 
В 1965 году окончил исторический факультет МГУ имени М. В. Ломоносова. Специализировался по кафедре этнографии. В 1966—1969 годы учился в аспирантуре. В 1969 году защитил диссертацию на соискание учёной степени кандидата исторических наук по теме «Индейцы Антильских островов до прихода европейцев».
В 1963—1964, 1965—1966 годы работал переводчиком ГКЭС на Кубе. В 1970 году становится младшим научным сотрудником Института США АН СССР. В 1970—1972 годы работает переводчиком Представительства Министерства рыбного хозяйства СССР на Кубе. С 1972 года — сотрудник ИЭ АН СССР.
С 1980 по 1995 годы бывал на Кубе, работая над «Этнографическим Атласом Кубы».
С 1993 года преподавал этнографию Америки на историческом факультете МГУ имени М. В. Ломоносова, в Международном Славянском институте, в РГГУ.
В 1998 году защитил диссертацию на соискание учёной степени доктора исторических наук «Проблемы формирования этнического самосознания (Куба XVI—XIX вв.)».
Член-основатель Нумизматического общества Кубы.
Иностранный член-корреспондент Академии истории Кубы (с 2012 г.).

## Научная деятельность
Область научных интересов — древняя история Антильских островов и соседних регионов; этническая история Кубы и Латинской Америки; этнография Кубы, история этнографии, проблемы, источники и методы этнографического изучения Латинской Америки.
Изучение жизни аборигенного населения Больших Антильских островов является главной темой исследований. Первая работа, посвященная этой проблематике, «Индейцы Антильских островов до европейского завоевания» базировалась на археологических материалах, этнографических сведениях из письменных текстов конца XV — первой половины XVI вв. и описывала основные этнические группы индейского населения. Вторая монография на эту тему, в которой рассмотрены период испанского завоевания и начальный этап колонизации Больших Антил, «Аборигены Больших Антильских островов в колониальном обществе. Конец XV — середина XVI века» (2018) рассматривает открытие и завоевание островов, начало колонизации; влияние на аборигенов реформы иеронимитов; характеризует период от возобновления опытов с поселениями «свободных» индейцев до середины XVI века; анализирует колониальное общество и судьбы аборигенов после Новых законов колонизаторов. Автор описывает формирование института энкомьенды, при котором индейцы считаясь формально свободными, передавались во владение европейским поселенцам, использовавших их для работы на рудниках, сельскохозяйственных работ и в качестве слуг. Особое значение энкомьенды состоит в том, что она существенно перемешала этнические группы, исчезли община и зачатки индейской политической организации, культурные связи. Большое внимание уделяется трудам Бартоломео де Лас Касаса, священника-доминиканца, выступавшего в защиту индейцев и описывавшего жестокость колонизаторов, и сопротивлению индейцев. Подчеркивает, что сокращение численности индейцев после утверждения колонизаторов связано не только с эпидемиями, занесенными завоевателями, но и с большим количеством самоубийств среди местного населения.

## Научные труды
- История изучения кубинскими учёными коренного населения Кубы // Советская этнография. — 1968. — № 5. — С. 153—160.
- Этнические группы индейцев Больших Антильских и Багамских островов на рубеже XV—XVI вв. // Советская этнография. — 1971. — № 3. — С. 103—112.
- Индейцы Больших Антильских островов до европейского завоевания. — М.: Наука, 1976.
- Диффузионизм в зарубежной западной этнографии // Концепции зарубежной этнологии. — М., 1976. — С. 26-67.
- Индейцы Венесуэлы (этническое меньшинство в развивающейся стране) // Расы и народы. — Т. 7. — М., 1977. — С. 193—206.
- Этнические аспекты формирования и развития кубинской нации // Расы и народы. — Т. 8. — М.: Наука, 1978. — С. 130—152.
- Le diffusionisme dans l’ethnographie occidentale // Ethnologie occidentale : Essais critiques sur l’ideologie. — M.: Progress, 1985. Р. 207—244.
- Описание антильских аборигенов у королевского хрониста Г. Фернандеса де Овьедо // Проблемы археологии и древ. истории Латин. Америки. — М., 1990. С. 137—154.
- Куба // Африканцы в странах Америки. Негритянский компонент в формировании наций Западного полушария. — М., 1987. С. 151—170; перевод на испанский: Cuba // Los africanos en el Nuevo Mundo. Moscú, 1991. — Р. 239—278.
- От чего танцевать в кубинском боио // Латинская Америка, 1992. № 12. С. 3-14.
- Стать кубинцем: проблема формирования этничого самосознания. — М., 1978. 280 с.
- Теория в российской этнографии, что это такое? // Этнографическое обозрение. — 2004. — № 3. — С. 7-22; № 4. С. 3-10.
- Аборигены Больших Антильских островов в колониальном обществе (конец XV — середина XVI вв.). Saarbrücken: Palmarium Academic Publishing, 2017.
- Европейские этнические названия и классификации в Латинской Америке XVI — сер. XIX вв. // Вестник антропологии. — 2018. — № 3. — С. 53-65.
- Аборигены Больших Антильских островов в колониальном обществе. Конец XV — середина XVI века. — М.: ИЭА РАН, 2018. — 354 с.
- Почему исчезли метисы на Кубе? // Этнографическое обозрение. — 2020. — № 1. — С. 152—163[4].|  | Раздел литературы нуждается в оформлении согласно рекомендациям. Пожалуйста, оформите его согласно образцам здесь. (20 декабря 2021) |